# Deutscher Landarbeiter-Verband
Der Deutsche Landarbeiter-Verband (DLV) wurde 1909 als Verband der Land-, Wald- und Weinbergsarbeiter und -arbeiterinnen Deutschlands gegründet und erhielt 1912 seinen endgültigen Namen. In der freien Gewerkschaft waren Land- und Forstarbeiter im Deutschen Kaiserreich und in der Weimarer Republik organisiert.

## Geschichte
Auf Anregung und Unterstützung der Generalkommission der Gewerkschaften Deutschlands und weiterer Organisationen und Personen wurde 1909 der Verband der Land-, Wald- und Weinbergsarbeiter und -arbeiterinnen Deutschlands gegründet. 1912 wurde der Verband in Deutscher Landarbeiter-Verband umbenannt. 
Der Landarbeiter-Verband war Mitglied in der Generalkommission der Gewerkschaften Deutschlands und beim Nachfolger Allgemeiner Deutscher Gewerkschaftsbund. Außerdem war die Gewerkschaft ein Mitglied in der Internationalen Landarbeiter-Föderation mit Sitz in Utrecht bzw. ab 1924 in Berlin.
Am 2. Mai 1933 wurde die Gewerkschaft von den Nationalsozialisten zerschlagen. Nachfolger nach dem Zweiten Weltkrieg waren ab 1946 in Ostdeutschland die Gewerkschaft Land, Nahrungsgüter und Forst und 1949 in Westdeutschland die Gewerkschaft Gartenbau, Land- und Forstwirtschaft.

## Vorsitzender
- 1909–1933: Georg Schmidt